# Juventud Comunista Colombiana
La Juventud Comunista Colombiana (JUCO) es una organización juvenil de Colombia de carácter comunista, marxista-leninista y bolivariana, vinculada al Partido Comunista Colombiano.  Es integrante de la Federación Mundial de Juventudes Democráticas, de la cual son los Coordinadores para América Latina y el Caribe. Luego de realizado su XVII Congreso Nacional, en marzo de 2023, fue electo como Secretario General el ex dirigente estudiantil de la Asociación Colombiana de Estudiantes Universitarios (ACEU) y Abogado Laboralista Kevin Siza Iglesias.

## Historia

### Orígenes
Los orígenes más remotos de la Juco son la fundación, el 17 de julio de 1932 (a sólo dos años de fundado el PCC), de la Liga Juvenil Comunista de Colombia de cuya dirección fue encargado Jesús Villegas. La LJCC fue una organización guiada por el marxismo leninismo que orientó su accionar en la construcción de sindicatos y ligas agrarias con amplia participación juvenil. Realizó dos congresos sin que se tenga mucha más documentación. Las condiciones de persecución y clandestinidad de los comunistas colombianos llevaron a que se disolviera completamente en el PCC.
La actual Juco se fundó el 1 de mayo de 1951 como Juventud Comunista de Colombia, efectuando su I Conferencia bajo la clandestinidad. Durante la dictadura de Rojas Pinilla, tanto el PCC como su Juventud, fueron ilegalizados. El 9 de junio de 1954 el militante de la JCC Helmo Gómez Lucich, peruano de nacimiento y estudiante de la Universidad Nacional, cae en las calles de Bogotá fusilado por el Batallón Colombia mientras protestaba por el asesinato el día anterior del también estudiante Uriel Gutiérrez. Junto a Gómez Lucich caen también Álvaro Gutiérrez, Rafael Chávez, Hernando Morales, Hernando Ospina, Jorge Chía, Jaime Pacheco, Higo León, y Jaime Moor. En su memoria se conmemoran los 8 y 9 de junio como Días del Estudiante Caído. El 8 de julio de 1954 estudiantes comunistas y liberales crean la Federación de Estudiantes Colombianos, con amplia influencia de la JCC, que dirigirá las luchas estudiantiles contra el régimen. 
Entre 1956 y 1959 se realizan los tres congresos de la <no wiki>Unión Nacional de Estudiantes Colombianos</no wiki> (Une) que originalmente unía a liberales y comunistas, pero que quedará finalmente bajo la batuta de la JCC. En 1959 se realiza el I Pleno Nacional de Dirigentes de la JCC, orientado a la reorganización y constitución orgánica de la Juventud Comunista y a la ampliación de la influencia nacional de la misma. Desde este Pleno se popularizó el nombre de JUCO para referirse a la organización en lugar de JCC. En julio de 1961 se reúne en la clandestinidad la III Conferencia Nacional de la Juventud Comunista de Colombia que discute y aprueba la “Línea de Masas”.

### Formación de la Juco actual
Del 29 de noviembre al 1 de diciembre de 1962 se realiza en Bogotá el I Congreso de la JUCO bajo la consigna “Por la revolución colombiana organicemos la juventud”, siendo elegido secretario general Manuel Cepeda Vargas.
Para 1963 se reúne el I Congreso Nacional Universitario, que funda la Federación Universitaria Nacional (FUN), donde los militantes de la Juco tienen amplia representación. En 1964 la Juco realiza una campaña nacional de solidaridad con la resistencia campesina del Tolima, en donde pone también su cuota de sangre: Habacuc Trujillo y Hernando González Acosta son abatidos por las balas oficiales.
El V Pleno del Comité Central de la JUCO en 1965 expulsa de su interior a los llamados “fraccionalistas” (Francisco Garnica y Fred Kaim entre otros) que defendían las tesis del Partido Comunista de China sobre la situación internacional. Los expulsos contribuirían a la fundación en 1965 del Partido Comunista de Colombia – Marxista Leninista.
El 11 de octubre de 1966 se realizó el II Congreso de la Juco cuyo lema fue “Ganar y organizar la juventud colombiana para las luchas revolucionarias” en donde se insistió en la necesidad de “proletarizar” las filas de la organización dado que la mayoría de la militancia la constituían estudiantes. 
La caída del “socialismo real” y la crisis del PCC afectaron fuertemente a la Juco. Para 1991 cerca de la mitad de su Comité Ejecutivo Central renunció a la militancia y varios regionales dejaron de existir. Se inició una ardua labor de reconstrucción confirmada por el VIII Congreso (“Por el derecho a ser Joven”, septiembre 18 al 20 de 1992) y que durará hasta el IX Congreso.
La labor reconstructora y unitaria permite la realización de la Asamblea Nacional de Estudiantes Universitarios (abril 6-10 de 1995) en la Universidad Nacional, donde participan cerca de mil estudiantes de todas las universidades del país. El esfuerzo de reconstrucción del trabajo de la Juco en el sector estudiantil converge a la creación de la Asociación Colombiana de Estudiantes Universitarios (ACEU) en el Congreso Nacional de universitarios (Cartagena, mayo 22-28 de 1998), organización gremial estudiantil con presencia de la Juco y de otros sectores liberales y democráticos.
El X Congreso realizado en 1999, declara la estabilización de la organización.  

### SigloXXI
El XI Congreso (“Jóvenes por una Patria Nueva”, noviembre 8-11 de 2002) presentó la Plataforma Juvenil por la Patria Nueva, orientada a la unidad juvenil democrática y basada en siete puntos (unidad juvenil para los cambios democráticos, contra el imperialismo y el militarismo, por el derecho a la organización y participación juvenil, por educación pública y vida digna para la juventud, por las reivindicaciones culturales deportivas y culturales, por oportunidades para los jóvenes del campo, y contra todo tipo de discriminación) que orientaron la participación de la JUCO en los espacios juveniles del Frente Social y Político. 
El XII Congreso (“La unidad nuestra bandera, la revolución nuestra lucha”, diciembre de 2005) mantiene la Plataforma Juvenil por la Patria Nueva vinculándola con las nuevas perspectivas unitarias del PCC (Polo Democrático Alternativo, Gran Coalición Democrática). 
La Juco es una de las organizaciones políticas juveniles más relevantes de Colombia, y contó en algún momento con una amplia participación en los grupos juveniles. La mayor parte de su influencia de masas está centrada en el estudiantado de las universidades públicas, en los estudiantes de secundaria, los grupos juveniles de los barrios, colectivos de jóvenes trabajadores y sectores agrarios de las zonas de histórica influencia del PCC. 
En el 2008 se realizó su XIII Congreso Nacional "En la lucha por la paz democrática, está la juventud de Colombia", cuyas principales apuestas giraron en torno al fortalecimiento el clamor por la salida negociada al conflicto armado en Colombia.
En la actualidad, la JUCO se rige por los derroteros que arrojó su XIV Congreso Nacional, realizado en diciembre de 2011, en Bogotá, y cuya síntesis se encuentra en su consigna "Unidad en las calles: por la esperanza, la paz y el socialismo".
En el 2012 son partícipes del movimiento social y político Marcha Patriótica siendo la organización juvenil más grande que compone este movimiento, junto con la Federación de Estudiantes Universitarios (FEU) y otros grupos de jóvenes conforman el sector juvenil de Marcha Patriótica. En el 2014 luego de la devolución de la personería jurídica en el 2013 de la Unión Patriótica UP y su celebración del V congreso en el cual deciden reconstruir con sectores cercanos la Unión de Jóvenes Patriotas (UJP), igualmente en 2014 también celebran su XV congreso nacional.
En agosto de 2018 celebran su XVI congreso nacional en la ciudad de Ibagué, cuya consigna fue "A sumar por la esperanza, la democracia y la paz".
Recientemente, esta organización ha sido objeto de múltiples acusaciones por casos de violencia basadas en género  que involucran a algunos de sus militantes. Para ello la organización ha estado trabajando en la formación feminista y el fortalecimiento de la línea política que permita depurar de prácticas machistas y patriarcales las filas de la misma. En esa vía se creó una ruta de atención y prevención a las violencias basadas en género que se sigue nutriendo.[cita requerida]
En los últimos años de movilización la JUCO ha estado acompañando a la ciudadanía en el ejercicio de protesta desde diferentes escenarios y regiones a raíz de la fuerte arremetida que se ha vivido en Colombia contra los líderes y lideresas sociales, pero también por el fortalecimiento del paramilitarismo que nunca se fue del país. Se ha participado en los diferentes paros desarrollados a lo largo y ancho de Colombia.https://semanariovoz.com/la-justicia-dilata-libertad-para-andres-y-bremmen/[cita requerida]

## Miembros notables
Por sus filas han transitado importantes personalidades de la historia política colombiana como Manuel Cepeda Vargas, Jaime Pardo Leal, Jaime Bateman, Alfonso Cano José Antequera, Yira Castro, Henry Millán González, Jaime Caycedo Turriago, Pedro Julio Mahecha, Gabriel Becerra, Patricia Ariza.